# Barbaste
Barbaste – miejscowość i gmina we Francji, w regionie Nowa Akwitania, w departamencie Lot i Garonna.
Według danych na rok 1990 gminę zamieszkiwały 1354 osoby, a gęstość zaludnienia wynosiła 35 osób/km² (wśród 2290 gmin Akwitanii Barbaste plasuje się na 311. miejscu pod względem liczby ludności, natomiast pod względem powierzchni na miejscu 187).